# UTC+8:30
UTC+8:30 ist eine Zonenzeit, die den Längenhalbkreis 127,5° Ost als Bezugsmeridian hat. Auf Uhren mit dieser Zonenzeit ist es achteinhalb Stunden später als die koordinierte Weltzeit und siebeneinhalb Stunden später als die MEZ. Derzeit findet die Zeitzone keine Verwendung mehr.

## Korea
Das Kaiserreich Korea führte im Jahre 1908 eine Korea-Standardzeit UTC+8:30 ein. Sie wurde 1912 von der Okkupationsmacht Japan abgeschafft und die Japan-Standardzeit UTC+9 in Korea eingeführt. Nach dem Koreakrieg führte Südkorea 1954 UTC+8:30 ein, schaffte diese Zeit aber 1961 wieder ab.
Anlässlich des 70. Jahrestages des Endes der japanischen Kolonialherrschaft in Nordkorea, die von 1910 bis 1945 dauerte, entschloss sich Nordkoreas Oberster Führer Kim Jong-un, die von den Japanern eingeführte Zeitzone UTC+9 abzuschaffen und zum 15. August 2015 die Pjöngjang-Zeit UTC+8:30 (= Korea-Standardzeit) einzuführen. Südkorea verblieb in der bisherigen Zeitzone. Zum 5. Mai 2018 wechselte Nordkorea zurück zur Zeitzone UTC+9, was als Zeichen der Annäherung an Südkorea verstanden wurde.

## China
Ab 1912 wurden Zeitzonen in China offiziell eingeführt. Das Land wurde in fünf Zonen, namentlich GMT+5:30, GMT+6, GMT+7, GMT+8 und GMT+8:30 eingeteilt. Nach dem chinesischen Bürgerkrieg 1949 übernahm die Kommunistische Partei Chinas die Macht in Festlandchina. Die nun bestehende Volksrepublik China führte eine gemeinsame Zeitzone (UTC+8) für das gesamte beanspruchte Territorium ein.